# Яковлев, Николай Георгиевич
Никола́й Гео́ргиевич Я́ковлев (1922 — неизвестно) — советский футболист. Мастер спорта СССР (1951).

## Биография
Выступал за армейские команды ДО (В/ч 22087) Борисов (1948, КФК), ДО Ленинград (1949), МВО / команда г. Калинина (1949—1952). Играл в первом матче финала Кубка СССР 1951, в переигровке участия не принимал. В чемпионате 1952 года в семи матчах забил два гола.